# Il silenzio si paga con la vita
Il silenzio si paga con la vita (The Liberation of L.B. Jones) è un film del 1970 diretto da William Wyler, il suo ultimo film in una carriera durata 45 anni.
La sceneggiatura, ad opera di Jesse Hill Ford e Stirling Silliphant, è basata sulla novella The Liberation of Lord Byron Jones, dello stesso Ford. Era basata su fatti realmente accaduti in Humboldt, in Tennessee, dove lo stesso scrittore viveva. Motivo per cui, all'uscita della pellicola, Jesse Hill Ford ricevette aspre critiche e attacchi verbali dalla comunità cittadina.

## Trama
Lord Byron Jones, un ricco direttore di pompe funebri del Tennessee, cerca aiuto presso lo studio legale di Oman Hedgepath e del nipote Steve Mundine per divorziare dalla considerevolmente più giovane moglie Emma.
L'imprenditore africano sostiene che la stessa abbia avuto una relazione con l'ufficiale di polizia Willie Joe Worth e sospetta che egli sia il padre biologico del figlio ancora in grembo alla moglie. Nel tentativo di evitare uno scandalo pubblico, il poliziotto invita Emma a non contestare il divorzio che però desidera e spera di raccogliere quanto più possibile dagli alimenti perché possa mantenere il rispettabile stile di vita al quale si è abituata.
Qualcosa andrà storto, però, e una tresca amorosa si trasformerà in un mix esplosivo fatto di false accuse e omicidi.

## Produzione
Jesse Hill Ford scrisse la sceneggiatura ispirandosi alla omonima novella da lui pubblicata, dopodiché Stirling Silliphant venne scelto perché adattasse e realizzasse un progetto cinematografico con 200,000$ di budget. Il regista William Wyler, invece, fu pagato ben 600,000$.
Le riprese del film iniziarono il 2 giugno e terminarono l'11 luglio del 1969.